# Armée du Nord-Ouest (Russie)
Pour les articles homonymes, voir Armée du Nord-Ouest.
L’armée du Nord-Ouest (en russe : Се́веро-За́падная а́рмия) est une unité des armées blanches durant la guerre civile russe. Formée en juillet 1919 à partir du corps d’armée du nord (créé avec le soutien de l’empire allemand) et d’autres troupes anti-bolchéviques actives dans le gouvernement de Pskov, en Estonie et en Lettonie. Elle cesse d’exister le 22 janvier 1920.

## Historique

### Offensive du printemps sur Petrograd

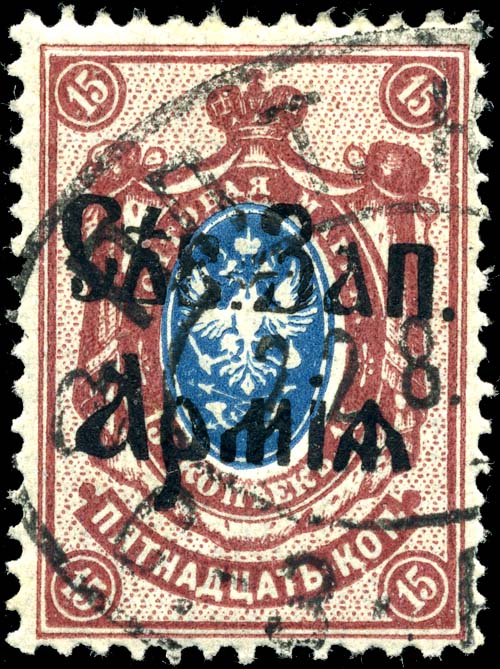
Timbre émis par l’armée du Nord-Ouest, 1919

L’offensive du printemps du corps d’armée du nord (fort de 5 500 hommes face à vingt mille homme côté rouge) en direction de Petrograd débute le 13 mai 1919. Les forces blanches parviennent à forcer la ligne de front tenue par la 7e armée bolchévique vers Narva et en contournant Jamburg contraignent les rouges à se replier. Le 15 mai Gdov est libéré, le 17 mai Jamburg tombe et le 25 - Pskov.
Le général d’infanterie Nikolaï Ioudenitch, dont l’engagement sur le front du Caucase pendant la Première Guerre mondiale assurait l’autorité, fut confirmé, le 5 juin 1919, par l’amiral Koltchak au rang de commandant en chef de toutes les unités terrestres et maritimes russes opérant contre les bolchéviques sur le front du Nord-Ouest. Début juin, les forces blanches approchaient Louga, Ropcha et Gatchina, menaçant Petrograd. Les rouges mobilisent alors leurs réserves et alignent 40 000 hommes face à l’armée du Nord-Ouest, soutenue par deux divisions estoniennes. Le 1er août, les bolchéviques lancent une contre-attaque et repoussent les troupes estoniennes qui rechignent à combattre. Le 5 août, Jamburg tombe. Au prix de lourds combats, les rouges refoulent les faibles effectifs de l’armée du Nord-Ouest au-delà du fleuve Louga et capturent Pskov le 28 août.

### Soutien des alliés
L’aide des pays de l’entente, principalement du Royaume-Uni, à l’armée du Nord-Ouest de Ioudenitch s’avère en réalité plus mince que promise. La Grande-Bretagne s’appliqua en particulier à rendre la fourniture de matériel militaire par l’Allemagne difficile. Le gouvernement de l’amiral Koltchak avait octroyé à la mi-juin un million de francs au général Ioudenitch pour l’équipement de ses hommes et celui-ci commanda 60 000 uniformes en Allemagne mais la transaction fut interdite par l’Angleterre. Les forces blanches de Lettonie venues rejoindre l’armée du Nord-Ouest (par exemple la division Lieven) étaient équipées et armées par l’Allemagne, l’armée estonienne était elle équipée et armée par la Grande-Bretagne. L’armée du Nord-Ouest, impliquée dans des combats de mai à août, ne bénéficia par d’un tel soutien massif. L’équipement des hommes était improvisé, les munitions manquaient cruellement et les salaires ne pouvaient être versés régulièrement, minant le moral des troupes. Certains réclament alors de suivre une ligne germanophile.
Fin juillet, les Anglais commencent à fournir les livraisons promises. Un premier navire arrive à Reval le 31 juillet, l’armée du Nord-Ouest obtient des blindés, des armes et de l’équipement.

### Offensive d’automne sur Petrograd
Le 12 octobre 1919, l’armée du Nord-Ouest (forte de 13 000 hommes face à 25 000 côté rouge) força la ligne de front vers Jamburg et s’empare le 16 octobre de Louga et Gatchina, le 20 octobre Tsarskoïe Selo est aux mains des troupes blanches qui sont alors aux portes de Petrograd. Elles capturent les collines de Poulkovo et le flanc gauche pénètre dans Ligovo. Des éclaireurs se livrent à des escarmouches jusque dans les usines Ijorski. Mais le manque de forces et de moyens propres, le soutien défaillant de l’Estonie, la désobéissance de Bermont-Avalov, la passivité de la flotte anglaise ainsi que la supériorité numérique rouge ne permettent pas de prendre Petrograd. Après dix jours de combats acharnés avec les rouges (dont les effectifs étaient passés à 60 000 hommes) l’armée du Nord-Ouest entame sa retraite le 2 novembre 1919 et se replie en combattant vers l’Estonie, dans la région de Narva.

### Dissolution
En Estonie, 15 000 soldats et officiers de l’armée du Nord-Ouest furent désarmés, cinq mille d’entre eux furent de plus internés dans des camps. Le général Ioudenitch fut arrêté par les hommes de Bułak-Bałachowicz, avec le consentement tacite des autorités estoniennes, avant d’être relâché à la suite de l’intervention du commandement de l’escadre anglaise mouillant à Reval.
Le 22 janvier 1920, par décret de Ioudenitch, l’armée du Nord-Ouest cessa d’exister.

## Structure

### Effectifs
- Juillet 1919 : 17 500 soldats et officiers ;
- Octobre 1919 : jusqu’à 18 500 hommes ;
- Novembre 1919 : environ 15 000 hommes ;

Les officiers de carrière représentent 10 % des effectifs, parmi eux se trouvent 53 généraux.

### Commandants
- À partir du 19 juin 1919 : général-major A.P. Rodzianko ;
- À partir du 2 octobre 1919 : général d’infanterie N.N. Ioudenitch ;
- À partir du 28 novembre 1919 : lieutenant-général P.V. Glasenapp (jusqu’au 22 janvier 1920).

### Composition
Au début de l’offensive sur Petrograd l’armée du Nord-Ouest comportait les unités suivantes :
- 1er corps de fusiliers (Pahlen)
  - 2e division (M.V. Iaroslavtsev)
    - 5e régiment Ostrovski — 500 hommes
    - 6e régiment Talabski — 1 000 hommes
    - 7e régiment Ouralski — 450 hommes
    - 8e régiment Semionovski — 500 hommes
    - Artillerie lourde — 2
    - Artillerie légère — 4

  - 3e division (D.R. Vetrenko)
    - 9e régiment Volynski — 1 200 hommes
    - 10e régiment Temnitski — 300 hommes
    - 11e régiment Viatski — 250 hommes
    - 12e régiment Krasnogorski — 450 hommes
    - Artillerie lourde — 2
    - Artillerie légère — 8

  - 5e division Lieven (K.I. Dydorov)
    - 17e régiment Libavski (1er Lievenski) — 450 hommes
    - 18e régiment Rijski (2e Lievenski) — 450 hommes
    - 19e régiment Poltavski (3e Lievenski) — 350 hommes
    - 20e régiment Tchoudski — 300 hommes
    - Artillerie lourde — 2
    - Artillerie légère — 6
    - Blindés — 2
- 2e corps de fusiliers (E.K. Arseniev)
  - 4e division (A.N. Dolgoroukov)
    - 13e régiment Narvski — 800 hommes
    - 14e régiment Voznessenski — 750 hommes
    - 15e régiment Velikoostrovski — 1 000 hommes
    - 16e régiment Litovski — 300 hommes
    - Artillerie lourde — 4
    - Artillerie légère — 5

  - Brigade détachée (K.A. Iejevski)
    - 21e régiment Pskovski — 800 hommes
    - 22e régiment Denikinski — 800 hommes
    - 23e régiment Petcherski — 600 hommes
    - Bataillon Katchanovski — 180 hommes
    - Artillerie légère — 4
- 1re division détachée (A.F. Dzerojinski)
  - 1er régiment Gueorguievski — 1 000 hommes
  - 2e régiment Revelski — 700 hommes
  - 3e régiment Kolyvanski — 650 hommes
  - 4e régiment Gdovski — 900 hommes
  - Artillerie lourde — 2
  - Artillerie légère — 4
- Unité au commandement détaché
  - Régiment de cavalerie Bułak-Bałachowicz — 600 hommes
  - Régiment de chasseurs à cheval — 500 hommes
  - 1er régiment de réserve — 850 hommes
  - 2e régiment de réserve — 900 hommes
  - Unité de débarquement de marine — 130 hommes
  - Blindés — 2
  - Artillerie lourde — 2
  - Artillerie légère — 4
  - Bataillon détaché de blindés (capitaine P.O. Chichko) — 4 blindés lourds anglais et 300 hommes.
  - 4 trains blindés (« Amiral Koltchak », « Amiral Essen », « Talabtchanine », « Pskovitianine »)

### Uniforme
L’armée du Nord-Ouest portait des uniformes d’origines allemande et anglaise avec des signes distinctifs russes impériaux. Sur le bras les hommes portaient un chevron tricolore blanc-bleu-rouge, pointant vers le haut, surmontant une croix grecque blanche.